# Pepa (rapper)
Pepa, pseudonimo di Sandra Jacqueline Denton (Kingston, 9 novembre 1969), è una rapper statunitense di origini giamaicane conosciuta per la sua militanza nelle Salt-n-Pepa.

## Biografia
Nata nel 1964 (secondo altre fonti nel 1969), Pepa entrò a far parte delle Salt-n-Pepa durante la metà degli anni 1980. L'artista partecipò anche al reality The Salt-N-Pepa Show, trasmesso fra il 2007 e il 2008. Dal 2016, Pepa fa parte del cast di supporto nel reality show musicale Growing Up Hip Hop.